# Perfekt storm
 For alternative betydninger, se Perfekt storm (flertydig). (Se også artikler, som begynder med Perfekt storm)
En "perfekt storm" er et udtryk som beskriver en hændelse hvor en sjælden kombination af omstændigheder forværrer en situation drastisk. 
Begrebet anvendes også til at beskrive et aktuelt fænomen som sker under et sammenrend af hændelser, som resulterer i en hændelse med usædvanlig styrke.